# عقاب (فیلم ۲۰۱۱)
عقاب عنوان فیلمی تاریخی حماسی به کارگردانی کوین مک دونالد و بازیگری چنینگ تیتوم، جیمی بل و دونالد ساترلند می‌باشد که در سال ۲۰۱۱ با اقتباسی از رمان ماجراجویی-تاریخی عقاب نهم اثر رزماری ساتکلیف ساخته شده‌است.
این فیلم ماجرای افسر جوان رومی را به تصویر می‌کشد که به دنبال نشان عقاب روم که توسط لژیون پدرش در جنگ با قبایل شمال بریتانیای کبیر مفقود شده است می‌گردد.
این فیلم محصول مشترک بریتانیا و ایالات متحده آمریکا می‌باشد که در تاریخ ۱۱ فوریه ۲۰۱۱ در کانادا و ۲۵ مارس ۲۰۱۱ در انگلستان و ایرلند به نمایش درآمد.

## داستان
در سال۱۴۰پس از میلاد مسیح. بیست سال است که لژیون نهم امپراتوری رم در کوهستان های اسکاتلند بدون هیچ اثری ناپدید شده و اکنون فرمانده ی جوان سپاه رم با نام مارکوس آکویلا از سوی امپراتوری مامور شده تا معمای این رخداد و سرنوشت فرمانده ی لژیون که پدرش بوده را گره گشایی کند. او به همراه برده ای انگلیسی به نام اسکا روانه ارتفاعات کالدونیای اسکاتلند می شود تا در آنجا نشان لژیون نهم و همچنین پدرش را پیدا کند .اما این سفر طولانی و خطرناک خواهد بود…

## بازیگران
- چنینگ تیتوم در نقش مارکوس آکوئیلا
- جیمی بل در نقش اسکا
- دونالد ساترلند در نقش عموی مارکوس
- مارک استرانگ در نقش گورن
- طاهر رحیم در نقش پسر رئیس قبیله سیل (قبلیه صورت رنگی‌ها)